# Kostel svatého Jana Křtitele (Znojmo)
Kostel svatého Jana Křtitele je kostel při bývalém klášteře kapucínů ve Znojmě. Klášter byl založen v červnu roku 1628 za přítomnosti císaře Ferdinanda II.

## Historie

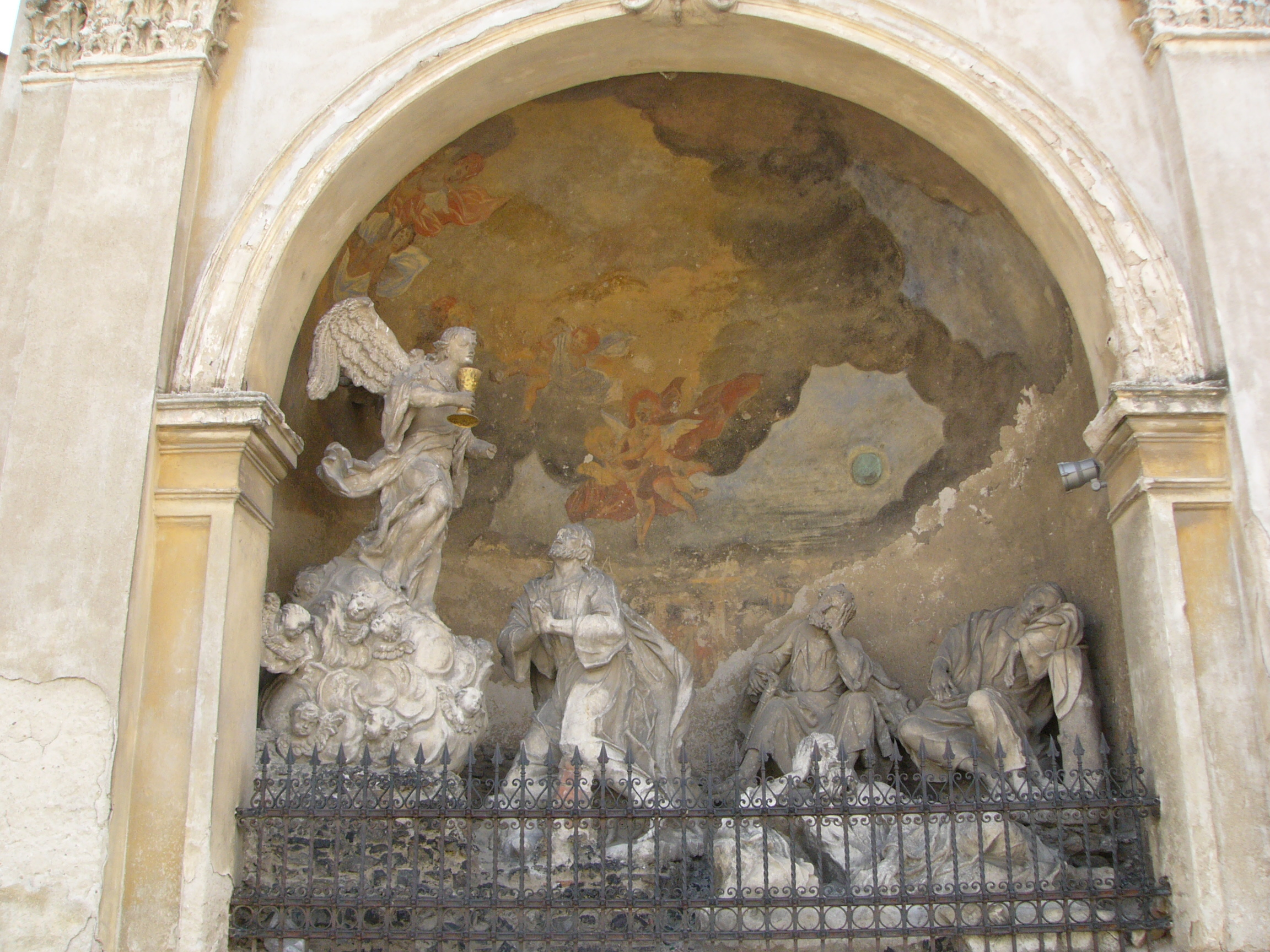
sousoší Olivetské hory u kostela

Kostel byl založen v roce 1628, v tu dobu začal být spolu s klášterem budován jako typický jednoduchý jednolodní půdorys s chudou výzdobou. Klášter ke kostelu těsně přiléhá, později v areálu kláštera vznikla i barokní klášterní zahrada a také ovocný sad. Součástí klášterní zdi je i kaplička, ve které je znázorněn výjev z hory Olivetské, tato byla postavena v roce 1754. Kapucínskému řádu prostory kláštera a kostela patřily a byly jimi obývány až do roku 1950, kdy klášter byl obsazen armádou.